# Rio Uces
O Uces é um rio da província de Salamanca, Castela e Leão, Espanha. Nasce em Puertas, passa por Villarmuerto, Brincones, Sanchón de la Ribera, Barceo, Villar de Samaniego, Valsalabroso, Cabeba del Caballo, El Milano, La Zarza de Pumareda e desagua no rio Douro entre Masueco e Pereña de la Ribera.